# Dicranomyia (Dicranomyia) anax
Dicranomyia (Dicranomyia) anax is een tweevleugelige uit de familie steltmuggen (Limoniidae). De soort komt voor in het Neotropisch gebied.